# Parafia św. Marcina Biskupa w Walichnowach
Parafia św. Marcina Biskupa w Walichnowach – parafia rzymskokatolicka należąca do dekanatu Lututów diecezji kaliskiej. Została utworzona w poł. XIV wieku.

## Historia
Parafia św. Marcina Biskupa powstała w połowie XIV wieku. Od końca XVI wieku parafia należała do dekanatu wieruszowskiego, przedtem znajdowała się w dekanacie rudzkim. W 1522 roku znajdował się w tym miejscu kościół Wniebowzięcia NMP. Pierwszy kościół pw. św. Marcina Biskupa stał tu na pewno w drugiej połowie XVII wieku. Był to kościół drewniany, miał 3 ołtarze, jedną ambonę, kaplicę i dzwonnicę. Konsekracja tej świątyni odbyła się 11 listopada 1723 r. w dzień św. Marcina. Nowa kaplica do kościoła powstała w 1759 r. przez proboszcza Józefa Ciupińskiego, była ona pw. Przemienienia Pańskiego. Ten sam ksiądz wystarał się we Rzymie o Bractwo Przemienienia Pańskiego. Kościół spłonął w sierpniu 1843 roku. Nowy kościół, który istnieje do dziś wybudowano w latach 1875-1878. Jego poświęcenie odbyło się w kwietniu 1877 roku. W czasie II wojny światowej kościół był magazynem zbożowym. Po wojnie kościół odnowiono, a jego konsekracja odbyła się w lipcu 1958 roku przez biskupa Zdzisława Golińskiego.